# Benjamin Lay
Benjamin Lay (26 de enero de 1682 - 8 de febrero de 1759) fue un cuáquero humanitario y abolicionista angloamericano. También fue escritor, agricultor, vegetariano, feminista y se distinguió por su preocupación por el trato ético de los animales.
Nacido en Inglaterra, en el seno de una familia de granjeros, su oficio inicial fue el de pastor y fabricante de guantes. Después de convertirse en cuáquero, trabajó como marino y en 1718 se trasladó a Barbados. Aquí fue testigo del maltrato que recibían los africanos esclavizados, lo que le inculcó sus principios abolicionistas de por vida. Más tarde, Lay se instaló en Filadelfia y se hizo impopular entre sus compañeros cuáqueros por su postura radical de confrontación contra la esclavitud. Publicó varios folletos sobre causas sociales durante su vida y un libro, All Slave-Keepers That Keep the Innocent in Bondage, Apostates, una de las primeras obras norteamericanas en contra de la esclavitud.

## Biografía
Benjamin Lay nació en 1682 de padres cuáqueros en la localidad de Copford, cerca de Colchester, Inglaterra. Después de trabajar como jornalero, pastor y más tarde como aprendiz de fabricante de guantes, Lay se escapó a Londres y se convirtió en marinero a los 21 años. Más tarde regresó a Inglaterra y se casó con Sarah Smith en 1718. Ese mismo año, Lay se mudó a Barbados como comerciante, pero pronto sus principios abolicionistas, alimentados por su radicalismo cuáquero, lo hicieron impopular entre los residentes que se beneficiaban de la esclavitud y la trata de personas. En 1731 emigró a la colonia británica de Pensilvania, instalándose primero en Filadelfia (en lo que ahora es el barrio de Olney) y luego en Abington. En Abington fue uno de los primeros opositores a la esclavitud, en un momento en que los cuáqueros aún no estaban organizados en oposición a la esclavitud.
Lay medía apenas más de cuatro pies de altura (1.25 metros), refiriéndose a sí mismo a menudo como "Pequeño Benjamin". Era un jorobado con un pecho prominente y sus brazos eran tan largos como sus piernas. Lay era vegetariano; solo comía frutas, verduras y miel y bebía solo leche y agua. No creía que los humanos fueran superiores a los animales. Además, creó su propia ropa para boicotear la industria del trabajo esclavo: no usaría nada ni comería nada de procedencia animal o proporcionado por el trabajo de los esclavos. Negándose a participar en lo que describió en sus tratados como una sociedad degradada, hipócrita, tiránica e incluso demoníaca, Lay se comprometió a un estilo de vida de autosuficiencia casi total después de la muerte de su esposa. Al vivir en el campo de Pensilvania, en una cueva con una entrada exterior adjunta, Lay criaba cabras, cultivaba árboles frutales e hilaba el lino que cultivaba para hacerse su propia ropa. Dentro de la cueva guardó su biblioteca, con más de doscientos libros de teología, historia y poesía.
Publicó más de 200 panfletos, la mayoría de los cuales eran polémicas apasionadas contra varias instituciones sociales de la época, en particular la esclavitud, la pena capital, el sistema penitenciario, la élite adinerada de los cuáqueros de Pensilvania, etc.

## Abolicionismo

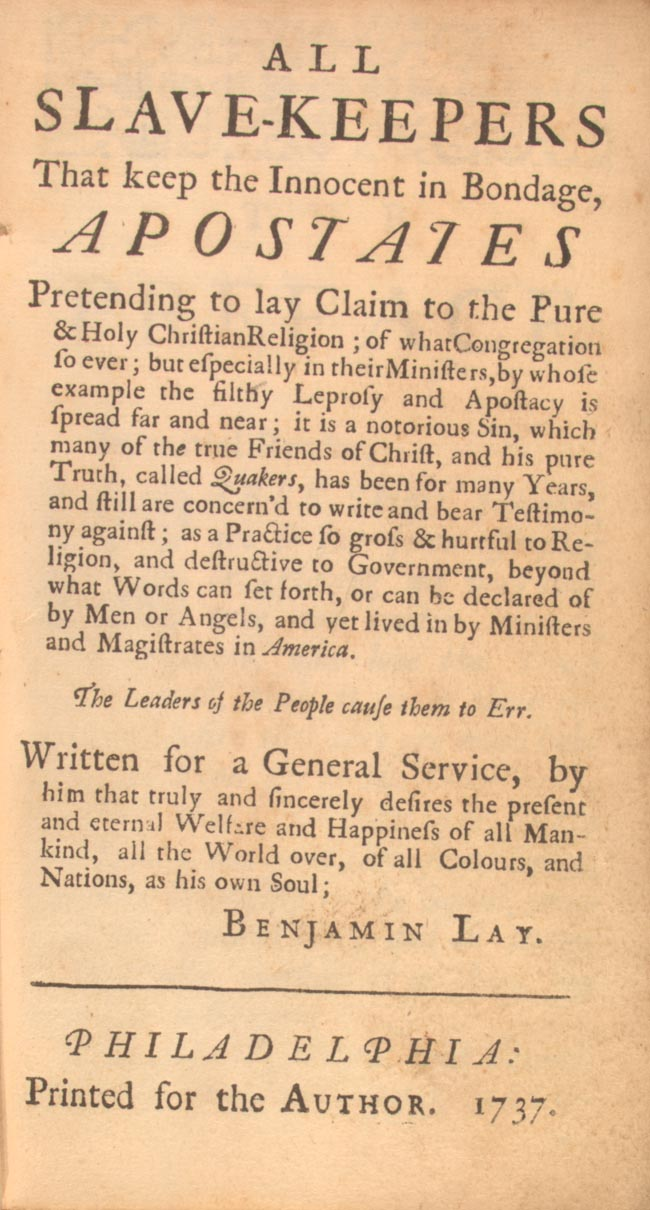
Condena de la esclavitud por Benjamin Lay, 1737.

Primero comenzó a abogar por la abolición de la esclavitud cuando, en Barbados, vio a un hombre esclavizado suicidarse en lugar de ser golpeado nuevamente por su dueño. Su apasionada enemistad por la esclavitud fue alimentada en parte por sus creencias cuáqueras. Lay hizo varias demostraciones dramáticas contra la práctica. Una vez permaneció afuera de una reunión de cuáqueros en invierno sin abrigo y con un pie descalzo sobre la nieve. Cuando un transeúnte expresó su preocupación por su salud, dijo que los esclavos eran obligados a trabajar al aire libre en invierno vestidos como él. En otra ocasión, secuestró temporalmente al hijo de los esclavistas, para mostrarles cómo se sentían los africanos cuando vendían a sus parientes al otro lado del Atlántico. En Burlington, Nueva Jersey, en la reunión anual de cuáqueros de Filadelfia de 1738, fue vestido como soldado y concluyó su diatriba contra la esclavitud leyendo el pasaje de la Biblia donde dice que todos los hombres deberían ser iguales ante Dios, para posteriormente clavar una espada sobre la Biblia y hacer explotar una vejiga llena de salvia de Phytolacca americana que simbolizaba la sangre, que salpicó a los que estaban cerca.

## Amistad con Benjamin Franklin
Benjamin Franklin había impreso el libro de Lay All Slave Keepers That keep the Innocent in Bondage, Apostates, un panfleto contra la esclavitud que fue vendido a dos chelines el ejemplar y a veinte chelines la docena. Visitaba regularmente a Lay en los últimos años, después de que Lay se convirtiera en un ermitaño. Franklin era dueño de un esclavo con el nombre de Joseph y en 1750 era dueño de dos esclavos más, Peter y Jemima. Lay lo presionó para liberarlos y en abril de 1757, Franklin redactó su nuevo testamento en el que prometió a Peter y Jemima que serían liberados después de su muerte.
Como regalo para su esposo, la esposa de Franklin, Deborah Read, encargó a William Williams que pintara un retrato de Benjamin Lay. Este retrato se conoció en el siglo XVIII, pero desapareció hasta que fue vendido en una subasta en 1977 por cuatro dólares, restaurado por conservadores en el Museo Winterthur y posteriormente vendido a la Galería Nacional de Retratos en Washington D. C.

## Muerte y legado

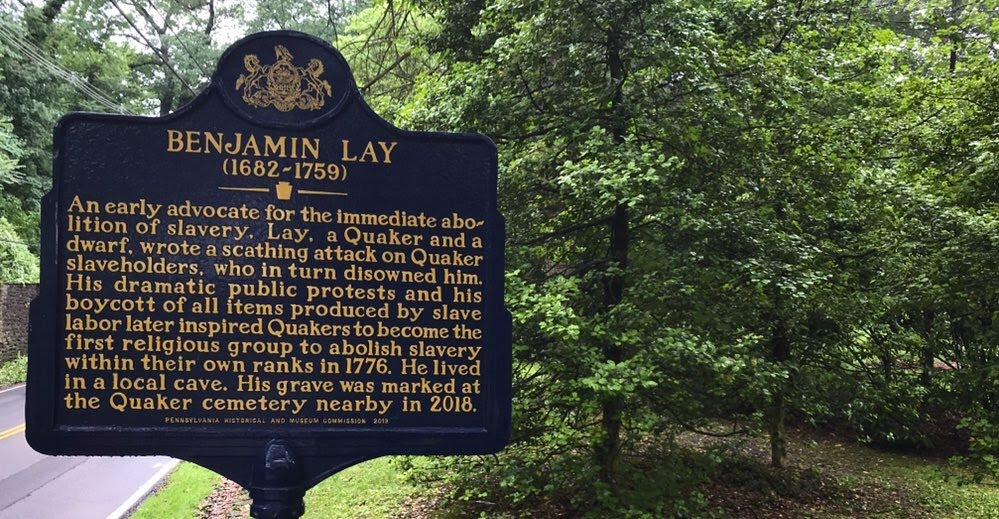
Letrero dedicado a Benjamin Lay, cerca de la casa de la Abington Friends Meeting.

Benjamin Lay murió en Abington, Pensilvania, en 1759. Su legado continuó inspirando el movimiento abolicionista durante generaciones; A lo largo de principios y mediados del siglo XIX, era común que los cuáqueros abolicionistas mantuvieran fotografías de Lay en sus hogares. Fue enterrado en el cementerio de Abington Friends Meeting en una tumba cuya ubicación exacta se desconoce, pero próxima a la casa de reuniones de la Abington Friends School en Jenkintown.
En 2018, la Comisión Histórica y de Museos de Pensilvania erigió un poste de información en Abington narrando la vida de Benjamin Lay. El 21 de abril de 2018, la Abington Friends Meeting reveló una lápida para Benjamin y Sarah Lay en su cementerio.

## Publicaciones
- All Slave-Keepers That Keep the Innocent in Bondage, Apostates. Filadelfia: Benjamin Franklin. 1737.[15]